# Callia boliviana
Callia boliviana är en skalbaggsart som beskrevs av Belon 1903. Callia boliviana ingår i släktet Callia och familjen långhorningar. Inga underarter finns listade.